# Natação nos Jogos Olímpicos de Verão de 2020 - 10 km masculino
A competição dos 10 km masculino da maratona aquática integrou o programa da natação nos Jogos Olímpicos de Verão de 2020 e foi disputada em 5 de agosto de 2021 no Parque Marinho de Odaiba, em Tóquio. Um total de 26 nadadores de 23 Comitês Olímpicos Nacionais (CON) participaram do evento.
Florian Wellbrock conquistou a medalha de ouro para a Alemanha com o tempo final de 1h48min33s7. Isso foi mais de 25 segundos à frente do medalhista de prata Kristóf Rasovszky, da Hungria; Gregorio Paltrinieri, da Itália, levou o bronze. O medalhista de ouro de 2016, Ferry Weertman, dos Países Baixos, ficou em sétimo lugar.

## Qualificação
Um total de 25 vagas foram atribuídas para os 10 km de maratona aquática masculino, conforme abaixo:
- 10 primeiros na prova de 10 km do Campeonato Mundial de Esportes Aquáticos de 2019 (máximo de 2 por CON);
- 9 primeiros colocados no pré-olímpico da maratona aquática de 2020, aberto apenas para CONs ainda sem nadadores classificados (máximo de 1 por CON);
- 5 representantes de cada um dos continente da FINA (África, Américas, Ásia, Europa e Oceania) baseados nas colocações do pré-olímpico;
- 1 representante do país-sede (Japão) se não qualificado pelas vias anteriores. Se o Japão já tivesse um nadador qualificado, a vaga seria realocada para o pré-olímpico.

## Formato
Ao contrário dos outros eventos da natação em piscina, a maratona aquática de 10 quilômetros é disputada em águas abertas. Nenhuma bateria preliminar é realizada, com apenas uma única corrida em massa sendo disputada. A prova é disputada em nado livre, sem regulamentação de braçadas.

## Calendário
Horário local (UTC+9)
| Data                | Horário | Fase  |
| ------------------- | ------- | ----- |
| 5 de agosto de 2021 | 6:30    | Final |

## Medalhistas
| Ouro   | GER Florian Wellbrock    |
| Prata  | HUN Kristóf Rasovszky    |
| Bronze | ITA Gregorio Paltrinieri |

## Resultados
Estes foram os resultados da competição:
| Pos.              | Nadador              | CON                 | Tempo     | Tempo atrás | Notas |
| ----------------- | -------------------- | ------------------- | --------- | ----------- | ----- |
| Medalha de ouro   | Florian Wellbrock    | GER Alemanha        | 1:48:33.7 |             |       |
| Medalha de prata  | Kristóf Rasovszky    | HUN Hungria         | 1:48:59.0 | +25.3       |       |
| Medalha de bronze | Gregorio Paltrinieri | ITA Itália          | 1:49:01.1 | +27.4       |       |
| 4                 | Matan Roditi         | ISR Israel          | 1:49:24.9 | +51.2       |       |
| 5                 | Athanasios Kynigakis | GRE Grécia          | 1:49:29.2 | +55.5       |       |
| 6                 | Marc-Antoine Olivier | FRA França          | 1:50:23.0 | +1:49.3     |       |
| 7                 | Ferry Weertman       | NED Países Baixos   | 1:51:30.8 | +2:57.1     |       |
| 8                 | Michael McGlynn      | RSA África do Sul   | 1:51:32.7 | +2:59.0     |       |
| 9                 | Hau-Li Fan           | CAN Canadá          | 1:51:37.0 | +3:03.3     |       |
| 10                | Jordan Wilimovsky    | USA Estados Unidos  | 1:51:40.2 | +3:06.5     |       |
| 11                | Rob Muffels          | GER Alemanha        | 1:53:03.3 | +4:29.6     |       |
| 12                | Kai Edwards          | AUS Austrália       | 1:53:04.0 | +4:30.3     |       |
| 13                | Taishin Minamide     | JPN Japão           | 1:53:07.5 | +4:33.8     |       |
| 14                | Mario Sanzullo       | ITA Itália          | 1:53:08.6 | +4:34.9     |       |
| 15                | David Farinango      | ECU Equador         | 1:53:09.8 | +4:36.1     |       |
| 16                | Phillip Seidler      | NAM Namíbia         | 1:53:14.1 | +4:40.4     |       |
| 17                | Daniel Delgadillo    | MEX México          | 1:53:14.4 | +4:40.7     |       |
| 18                | Alberto Martínez     | ESP Espanha         | 1:53:16.4 | +4:42.7     |       |
| 19                | Kirill Abrosimov     | ROC                 | 1:54:29.3 | +5:55.6     |       |
| 20                | Oussama Mellouli     | TUN Tunísia         | 1:56:33.3 | +7:59.6     |       |
| 21                | Vitaliy Khudyakov    | KAZ Cazaquistão     | 1:57:53.7 | +9:20.0     |       |
| 22                | William Yan Thorley  | HKG Hong Kong       | 1:58:33.4 | +9:59.7     |       |
| 23                | Tiago Campos         | POR Portugal        | 1:59:42.0 | +11:08.3    |       |
| 24                | Matěj Kozubek        | CZE República Checa | 2:01:52.1 | +13:18.4    |       |
| 25                | Hector Pardoe        | GBR Grã-Bretanha    | DNF       | DNF         |       |
| 25                | David Aubry          | FRA França          | DNF       | DNF         |       |

Legenda
| Recorde mundial      | Recorde mundial (World record)               |                       | Recorde africano                      | Recorde africano (African) |                                           | Q | Classificado por posição (Qualified) |
| Recorde olímpico     | Recorde olímpico (Olympic record)            | Recorde da América    | Recorde da América (Americas)         | q                          | Classificado por melhor tempo (Qualified) |   |                                      |
| Melhor marca do ano  | Melhor marca do ano (World leading)          | Recorde asiático      | Recorde asiático (Asian)              | DNS                        | Não largou (Did not start)                |   |                                      |
| Recorde nacional     | Recorde nacional (National record)           | Recorde europeu       | Recorde europeu (European)            | DNF                        | Não terminou (Did not finish)             |   |                                      |
| Recorde pessoal      | Recorde pessoal do atleta (Personal best)    | Recorde da Oceania    | Recorde da Oceania (Oceania)          | DSQ / DQ                   | Desclassificado (Disqualified)            |   |                                      |
| Recorde da temporada | Recorde da temporada do atleta (Season best) | Recorde sul-americano | Recorde sul-americano (South America) | NM                         | Sem marca (No mark)                       |   |                                      |